# جمعیت انقلابی زنان افغانستان
جمعیت انقلابی زنان افغانستان (راوا)، یکی از سازمان‌های سابقه‌دار زنان افغان است که خط مشی خود را مبارزه برای حقوق زنان و دموکراسی سکولار اعلام کرده‌است. این سازمان در سال ۱۹۷۷ در کابل، توسط یک فعال دانشجویی به نام مینا کشور کمال (که بیشتر به مینا مشهور است)، تأسیس گشت. وی در سال ۱۹۸۷ به خاطر فعالیت‌های سیاسی‌اش در پاکستان ترور شد. طرفداران وی معتقدند که وی توسط افراد گلبدین حکمتیار و کی جی بی ترور شده‌است.
این سازمان در آغاز، هم با رژیم کمونیستی وقت و هم با «مجاهدین» مخالف بود و بعدها باطالبان نیز مخالفت کرد و آن‌ها را «خنجر دیگری بر گردهٔ مردم» خواند. از آن‌جا که "راوا" با هر نوع بنیادگرایی مذهبی مخالف است، همواره در افغانستان و پاکستان، بحث‌های زیادی برانگیخته‌است.

## ارگان انتشاراتی
راوا نشریه‌ای به نام پیام زن  انتشار می‌دهد که در آن به صورت قاطع و با لحن صریح علیه رهبران مجاهدین و دولت آقای کرزی مطلب نوشته می‌شود و گزارش‌هایی از تخطی‌های حقوق بشر در افغانستان انتشار می‌یابند. همچنان «پیام زن» با تعدادی از روشنفکران افغان که «راوا» آنان را سازشکار و به اعتقاد راوا خادم بنیادگرایان مینامد درگیری لفظی دارد و مقالات و نظرات آنان را به نقد می‌کشد. «پیام زن» مواضع تند داشته و از نشریات معتبر افغانستان محسوب می‌گردد.

## فعالیت‌های نخستین

مینا در حال مصاحبه با تلویزیون بلژیک در سال ۱۹۸۲

بیش‌تر فعالیت‌های راوا در دههٔ ۹۰، برگزاری تظاهرات ضد اشغال و ضد بنیادگرایی، سمینار و همایش مطبوعاتی و دیگر فعالیت‌های جمع‌آوری کمک مالی در پاکستان بود. به علاوهٔ تشکیل مدارس مخفی برای دختران در افغانستان و در کمپ‌های مهاجران در پاکستان، تشکیل تیم‌های صحی برای کمک به زنان و کودکان از جمله فعالیت‌های این سازمان بود. با توجه به این‌که اکثر فعالیت‌های راوا در افغانستان ممنوع بود و اعضا و رهبران آن همیشه تهدید به مرگ می‌شدند، «راوا»، در مناطق تحت کنترل طالبان یا «جبهه متحد افغانستان»، حضور علنی بسیار کمی داشت.
اعضای «راوا» موفق شدند برای اولین بار در پشاور تظاهراتی را علیه گروه‌های جهادی و طالبان برگزار کنند. از همینروی دو بار صف تظاهرات شان مورد حمله طالبان قرار گرفت که به زخمی شدن چندین عضو شان انجامید.
پس از شکست کامل حکومت طالبان توسط نیروهای ائتلاف جهانی ضد تروریسم، «راوا»، نیروهای «ائتلاف شمال» را متهم به بنیادگرایی، تروریسم و رفتار طالب گونه کرد. «راوا» مدارکی را که مدعی است نشانگر جنایات جنگی گروه‌های مربوط به این ائتلاف در اولین سال‌های بعد از سقوط دولت داکتر نجیب الله، است را به مراجع بین‌المللی تسلیم نموده‌است و خواهان محاکمه برخی از رهبران این گروه‌ها از جمله عبدالرسول سیاف، برهان الدین ربانی، محمد یونس قانونی، گلبدین حکمتیار، عبدالرشید دوستم، محمد کریم خلیلی، محمد محقق، محمد قسیم فهیم شدند.
به تاریخ ۱۲ ژوئیه ۲۰۰۶، عبدالرب رسول سیاف رهبر تنظیم اتحاد اسلامی افغانستان که «راوا» آن را یکی از گروه‌های جنگسالار و ناقض حقوق بشر به حساب می‌آورد، طی مصاحبه‌ای با تلویزیون طلوع در کابل مدعی شد که «راوا» جنگ‌های بین تنظیم‌ها را سگ‌جنگی خوانده و گزارش‌هایی نیز که در مورد جنایات شان در مطبوعات انتشار یافته و به‌وسیله سازمان‌های مدافع حقوق بشر مثل «دیده بان حقوق بشر» انتشار یافته‌اند را ساخته و پرداخته «راوا» دانست.
«راوا» در نظرات و اعلامیه‌های خود اعلام می‌دارد حکومت حامد کرزی، در اکثر مناطق افغانستان، سلطه ندارد و بنیادگرایان قوانین ضد زن را، درست مانند طالبان، به دولت تحمیل کرده‌اند.به گفتهٔ راوا اینان در ابتدا از حامد کرزی حمایت مشروط کردند اما به مرور زمان علیه وی جبهه‌گیری کردند و اعلام داشتند که کرزی دست پرورده آمریکا است و به گفته راوا سیاست خائن نوازی را در پیش گرفته‌است که اشاره‌شان به کنار آمدن حامد کرزی با رهبران مجاهدین بود که در پست‌های مهم دولتی جا گرفته‌اند.

## اهداف
راوا اهداف خود را به صورت زیر اعلام می‌دارد:
- احقاق حقوق زنان و مبارزه برای جامعه‌ای مبتنی بر اصول دموکراسی و سکیولاریزم (جدایی دین از دولت)
- مبارزه علیه هرگونه بنیادگرایی
- دفاع از تمامیت ارضی و عدالت اجتماعی در کشور
- حقوق مساوی برای تمامی ملیت‌ها، مذاهب و اقوام کشور
- جمع‌آوری کمک مالی برای برپایی فعالیت‌های صحی، مکتب، یتیم‌خانه و سایر مراکز عام المنفعه.
- افشا و طرد روشنفکرانی که در مقابل بنیادگرایان برخورد سازشکارانه دارند.
- دفاع از جنبش‌های آزادیخواهانه در کشورهای جهان سوم.

## فعالیت‌های اخیر

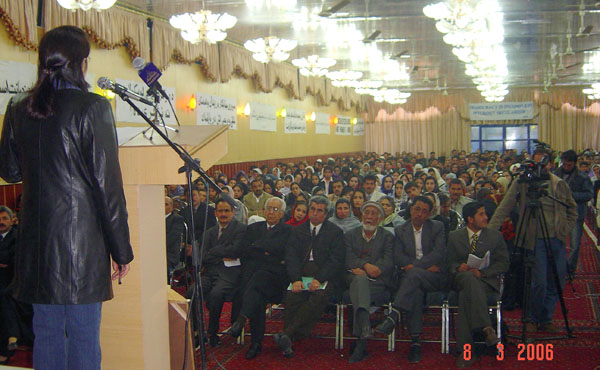
محفل جمعیت انقلابی زنان افغانستان (راوا) در کابل که به تاریخ ۸ مارس ۲۰۰۷ به مناسبت روز جهانی زن دایر شده بود. در این گردهمایی صدها تن اشتراک ورزیده بودند و مهم‌ترین اجتماع روز زن در افغانستان بود.

درین اواخر این جمعیت فعالیت‌هایش را در داخل افغانستان گسترش داده‌است و محافل علنی نیز در کابل برگزار می‌کند. از جمله به تاریخ ۸ مارس ۲۰۰۷ محفلی به مناسبت روز جهانی زن در تالار هوتل کابل زیبا در شهر کابل برگزار کردند که حدود دو هزار تن در آن شرکت جسته بودند  همچنان به تاریخ ۹ مارس ۲۰۰۷ نیز گردهمایی مشابهی برگزار کرده بودند.

## جایزه‌ها و تقدیرها از «راوا
راوا تا حال حدود ۱۶ جایزه و تقدیرنامه از مراجع مهم جهانی بخاطر کار و فعالیت‌هایش بخاطر آنچه از جانب آن سازمان‌ها و نهادها آزادی و دموکراسی نامیده می‌شود در افغانستان دریافت داشته‌است از جمله:
- ششمین جایزه آسیایی حقوق بشر ۲۰۰۱ [۱۰]
- جایزه آزادی، برابری و برادری جمهوری فرانسه ۲۰۰۰ [۱۱]
- جایزه یادبود ایمی ایمشایر ۲۰۰۱ [۱۲]
- زن سال ۲۰۰۱ از جانب مجله گلمر [۱۳]
- جایزه بین‌المللی ژورنالیسم از جان ایمپکن یونیورسیتی آمریکا [۱۴]
- تقدیر نامه افتخاری مخصوص از جانب سنای آمریکا ۲۰۰۴ [۱۵]
- دکترای افتخاری از جانب پوهنتون انتورپ بلژیک [۱۶]

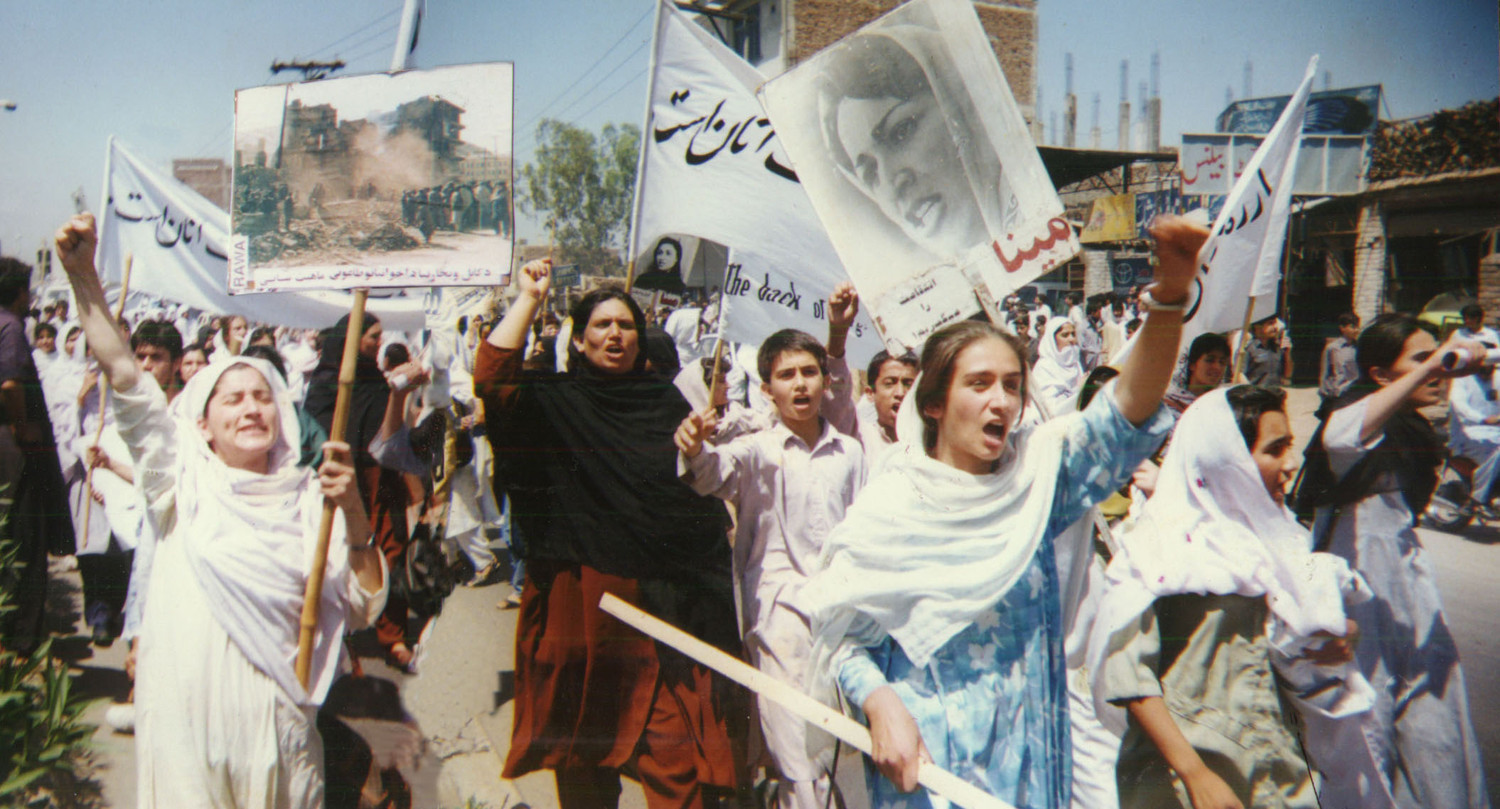
A تظاهرات جمعیت انقلابی زنان افغانستان به تاریخ ۲۸ آوریل ۱۹۹۸ در شهر پشاور پاکستان.

- و فراوان دیگر [۱۷]

## بحث و جدل
بحث و جدلی سر گذشته «راوا» وجود دارد. بعضی‌ها این جمعیت را حامی مائویستها می‌دانند و عده‌ای بر این باورند که این سازمان، تنها در گذشته تمایلات چپی داشته ولی حالا نه.
چیزی که به این بحث و جدل، بیشتر دامن می‌زند، عدم وجود اسناد کافی از جانب «راوا» در مورد گذشته و تاریخ آغازین آن و این واقعیت آشکار است که مقدار زیاد اسناد ابتدایی این سازمان، به زبان‌های پشتو و فارسی هستند، که توسط تعداد کمی از غربی‌ها، قابل خواندن و ترجمه هستند. «راوا» در این رابطه می‌گوید که در اثر مبارزه و کار سخت در داخل و بعد هم قتل رهبر شان مینا، مقدار زیاد اسناد این جمعیت نابود شده‌اند از این رو اسنادی از تاریخ آغازین «راوا» در دسترس نیست. با اینهمه اولین شماره‌های پیام زن که در ۱۹۸۱ در کابل انتشار یافته‌اند از طریق سایت این جمعیت قابل دسترسی می‌باشند ولی در آن‌ها چیزی که دال بر مائویست بودن اینان کند چیزی نمی‌توان یافت.
عامل دیگر «مائویست» قلمداد نمودن «راوا» این است که این جمعیت از ادبیات چپ انقلابی در مبارزات خویش استفاده نموده و از نویسندگان چپ در نشریه‌های خود آثاری بیشتر در زمینهٔ شعر را به نشر می‌سپارد.
تعدادی از شاعران و نویسندگانی که در «پیام زن» معرفی شده‌اند اینان اند:
عبدالله رستاخیز ، داوود سرمد ،
سیدال سخندان، انیس آزاد، بشیر بهمن، خسرو گلسرخی ، سعید سلطانپور،
احمد شاملو ، احمد سهراب ، سید احمد دهزاد ، جولیوس و اتل روزنبرگ ، اتو رنه کاستیلو 
به نظر می‌آید که در سال‌های نخست تشکیل، «راوا» روابط بسیار نزدیکی با سازمان‌های مائوئیست افغانستان، همچون سازمان رهایی افغانستان (الو) و سازمان آزادیبخش مردم افغانستان (ساما) داشته‌است. رهبر و پایه‌گذار «راوا»، مینا، همسر داکتر فیض احمد، رهبر سازمان رهایی افغانستان بود. آن برودسکی، پروفسور آمریکایی کتابی در مورد تاریخچه آن نوشته، ادعا می‌کند که: «هردوی آن‌ها به اهداف مجزای خود بسیار معتقد بودند. تا جایی که وقت کمی با هم صرف می‌کردند و حقیقتاً، نسخه‌های بسیار متفاوتی از آینده جامعه افغانستان در سر داشتند.»
تعدادی از طرح‌ها و آثار هنری منتشر شده در شماره‌های اول ارگان «راوا»، «پیام زن»، نشان دهنده گرایش مائویستی هستند و عکس قیوم رهبر، رهبر «ساما» بر جلد یکی از این شماره‌ها، نقش بسته‌است. همچنان در شماره‌های مختلف نشریه‌شان تعدادی از رهبران سرشناس «شعله‌ای»، که بدست دولت «کمونیست» تحت حمایت شوروی یا بنیادگرایان کشته شده‌اند، قدردانی صورت گرفته و تصاویر، اشعار و زندگی‌نامه‌هایشان انتشار یافته‌اند. ضمناً «راوا» اکثراً از جریان «شعله جاوید» و شهیدان منسوب به آن به نیکی یاد می‌کند.
الو (سازمان رهایی افغانستان) و نه بقیه گروه‌های مائوئیست افغانستان، نامی از «راوا» را در ادبیات خود نمی‌آورند و مینا را جز «شهدا»ی خود برنمی‌شمرند. «راوا» هم، هم‌اکنون هیچ دفاعی از اندیشه‌های مائویستی و سازمان‌های مائویستی افغانستان نمی‌کند. قابل یادآوریست که تعدادی از سازمان‌های چپی افغانستان «راوا» را متهم به «راست» و «سازشکار» می‌کنند.
بحث دیگری که در مورد «راوا» هست، در مورد درجه پایگاه مردمی آن در میان مردم افغانستان و پناهندگان افغان در پاکستان است. «راوا» ادعا می‌کند که سازمانی سیاسی و یک سازمان غیردولتی مهمی در افغانستان و پاکستان است، در حالی که مخالفان این سازمان ادعا می‌کنند که طرفداران کمی در منطقه دارد و بیشتر محبوبیتش به غرب باز می‌گردد.

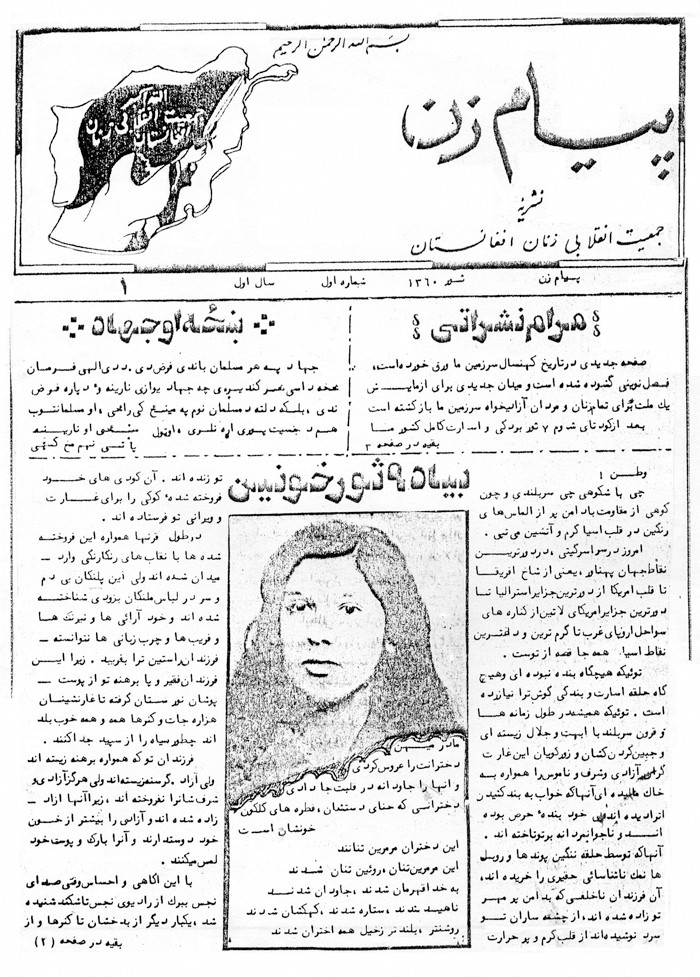
جلد اولین شماره پیام زن که بوسیله شهید مینا در سال ۱۳۶۰ بنیان گذاری شد.

«راوا»، با بسیاری از فعالان و گروه‌های مدافع حقوق زنان در افغانستان، مخالف است و آن‌ها را به سازش با انواع و اقسام دارودسته‌های اسلامی متهم می‌کند. بسیاری از این فعالان، ادعا می‌کنند که «راوا»، علیه آنان موج‌های تبلیغاتی برای بدنام کردن به پا می‌کند و این که «راوا»، تندرو و فرقه‌گرا است.
قرار معلوم «راوا» در انتخابات پارلمانی اخیر نیز شرکت ورزیده و تعدادی از اعضای آن به پارلمان نیز راه یافته‌اند. برخی ملالی جویا را که در پارلمان مخالف رهبران جهادی است از اعضای این جمعیت می‌دانند اما «راوا» درین زمینه هیچ اظهار نظری نکرده‌است و خانم جویا هم انتساب خود به این جمعیت را رد می‌کند. تا حال چندین بار سیاف و دیگر بنیادگرایان درون پارلمان شعارهای ضد «راوا» سر داده‌اند.
«راوا»، در غرب، بیش‌تر با انتشار نوارهای ویدئویی مستندی از جنایات طالبان معروف شده‌است که ادعا می‌شود مخفیانه به‌وسیله اعضای این سازمان فیلمبرداری شده‌اند. «راوا» با پخش این نوار ادعا کرد که اعضای این سازمان این فیلم را به سختی در افغانستان و زیر حکومت طالبان ضبط و با قبول ریسک به خارج از افغانستان انتقال دادند. اما، بسیاری بر این باورند که همه این فیلم توسط «راوا» تهیه نشده و قسمت‌هایی از آن، قبل از این‌که این سازمان آن را در غرب منتشر کند، در پاکستان تکثیر می‌شده‌است. «راوا» چند سال قبل پنتاگون را بخاطر انتشار غیرمجاز تعدادی از تصاویر مربوط این سازمان در برگه‌های تبلیغاتی‌اش مورد بازخواست قرار داد. این فیلم‌ها و تصاویر از جنایاتی که در افغانستان صورت گرفته منحصربه‌فرد اند و در مطبوعات دنیا خیلی سریع انتشار یافته‌اند.